# Oberschule (Baden-Württemberg)
Die Oberschule – auch Berufsoberschule (BOS) – in Baden-Württemberg ist eine Einrichtung, die es Schülern mit mittlerem Bildungsabschluss und einer abgeschlossenen Berufsausbildung ermöglicht, in zwei Jahren das Abitur, also die fachgebundene Hochschulreife oder wahlweise bei Belegung einer zweiten Fremdsprache die allgemeine Hochschulreife zu erlangen. Dabei schreiben die Berufsoberschüler nach zwei Jahren zentral gestellte Abiturprüfungen in den Fächern Mathematik, Deutsch, Englisch und dem für die jeweilige Fachrichtung bestimmten Profilfach.
In der Berufsoberschule für Sozialwesen (SO) ist dies Biologie mit Gesundheitslehre, in der Technischen Oberschule (TO) Physik, in der Wirtschaftsoberschule (WO) Wirtschaft.
In der Oberschule können Schüler im Rahmen der Kollegstufe in der Regel elternunabhängiges Schüler-BAföG erhalten, welches – soweit die gesetzlichen Bestimmungen eingehalten sind – nicht zurückbezahlt werden muss.
Die baden-württembergischen Oberschulen gibt es in verschiedenen Fachrichtungen.

## Wirtschaftsoberschulen
- Akademie Fellbach[2] Fellbach
- Merkur Akademie International, Karlsruhe
- David-Würth-Schule, Schwenningen am Neckar
- Kaufmännische Schule, Aalen
- Berufliches Schulzentrum, Waldkirch
- Gertrud-Luckner-Gewerbeschule, Freiburg im Breisgau
- Ludwig-Erhard-Schule, Pforzheim
- Berufliche Schule Rottenburg, Rottenburg am Neckar
- Eberhard-Gothein-Schule, Mannheim
- Berufsschulzentrum, Radolfzell
- Kaufmännische Schule, Riedlingen
- Kaufmännische Schule 1, Stuttgart
- Kolping-Bildungswerk Württemberg e. V., Stuttgart
- Theodor-Frey-Schule, Eberbach
- Kaufmännische Schule, Künzelsau
- HLA Gernsbach, Gernsbach
- Berufsoberschule Wirtschaft (IB), Stuttgart

## Technische Oberschulen
- Akademie Fellbach Fellbach
- Technische Schule Aalen
- Gewerbeschule Bad Säckingen
- Gertrud-Luckner-Schule, Freiburg im Breisgau[3]
- Carl-Engler-Schule, Karlsruhe
- Gewerbliche Schule Künzelsau
- Carl-Benz-Schule, Mannheim
- Philipp-Matthäus-Hahn-Schule, Nürtingen
- Philipp-Matthäus-Hahn-Schule, Balingen
- Kolping-Bildungszentrum, Rottenburg am Neckar
- Hohentwiel-Gewerbeschule, Singen
- Technische Oberschule Stuttgart
- Elektronikschule Tettnang
- Ferdinand-von-Steinbeis-Schule, Ulm

## Berufsoberschulen für Sozialwesen
- Akademie Fellbach Fellbach
- Justus-von-Liebig-Schule Aalen
- Kolping-Bildungszentrum, Ravensburg
- Robert-Schuman-Schule, Baden-Baden
- Edith-Stein-Schule, Freiburg im Breisgau
- Haus- und Landwirtschaftliche Schule, Bad Saulgau
- Haus- und Landwirtschaftliche Schule, Künzelsau
- Helen-Keller-Schule, Weinheim
- Kolping-Bildungswerk Württemberg e. V., Rottenburg am Neckar
- Oberlinhaus Freudenstadt e. V. Freudenstadt[4]
- Berufsoberschule Sozialwesen (IB), Stuttgart
- Fritz-Ruoff-Schule, Nürtingen